# Neurochaeta parviceps
Neurochaeta parviceps är en tvåvingeart som beskrevs av Mcalpine 1988. Neurochaeta parviceps ingår i släktet Neurochaeta och familjen Neurochaetidae. Inga underarter finns listade i Catalogue of Life.